# Étang et mares de la Capelle
Étang et mares de la Capelle este o arie protejată (sit de importanță comunitară — SCI) din Franța întinsă pe o suprafață de 314 ha, integral pe uscat.

## Localizare
Centrul sitului Étang et mares de la Capelle este situat la coordonatele 44°02′27″N 4°32′25″E / 44.04083°N 4.54028°E.

## Înființare
Situl Étang et mares de la Capelle a fost declarat arie specială de conservare în baza directivei 92/43 din 1992 referitoare la conservarea habitatelor naturale și a faunei și florei sălbatice pentru a proteja 3 specii de animale.

## Biodiversitate
Situată în ecoregiunea mediteraneană, aria protejată conține 5 habitate naturale: Iazuri temporare mediteraneene, Galerii de Salix alba și de Populus alba, Lacuri eutrofice naturale cu vegetație de tip Magnopotamion sau Hydrocharition, Păduri de Quercus ilex și Quercus rotundifolia, Ape puternic oligomezotrofe cu vegetație bentonică cu Chara spp..
La baza desemnării sitului se află mai multe specii protejate:
- amfibieni (1): triton cu creastă (Triturus cristatus)
- nevertebrate (2): rădașcă (Lucanus cervus), Oxygastra curtisii

Pe lângă speciile protejate, pe teritoriul sitului au mai fost identificate 1 specie de plante, 7 specii de amfibieni.